# Rosental Alves
Rosental Calmon Alves (1952, Río de Janeiro) es un periodista y profesor brasileño especialista en periodismo en red. Es miembro del Consorcio Internacional de Periodistas de Investigación (ICIJ), y fundador (2002) y director del Centro Knight para el Periodismo en las Américas, de la Universidad de Texas. Preside la cátedra Knight de Periodismo y la cátedra de Comunicación de Unesco.

## Biografía
Era militante en periódicos alternativos del movimiento estudiantil y estudió periodismo en la Universidad Federal de Río de Janeiro.
Inició su carrera periodística en 1968, con 16 años de edad, como becario en la redacción del diario O Jornai. Se trasladó a España en 1969, a la ciudad de Vitoria donde colaboró con diversos medios de la ciudad. Regresó a Río de Janeiro donde fue reportero de las radios Tupi y Nacional y de la revista IstoÉ. A los 21 años ya era profesor de periodismo en la Universidad Federal Fluminense y en la Universidad Gama Filho. En 1973 se unió al Jornal do Brasil, donde trabajó hasta 1995.
Considerado un teórico y pionero del periodismo en red explica que tuvo su primera computadora portátil en 1983.
En 1996 fue escogido entre 200 candidatos para ser el primer Knight Chair in International Journalism, de la Fundación Knight para estudiar en Harvard y se trasladó a Estados Unidos.
En 1987 como estudiante en la Universidad de Harvard, escuchó al profesor Andrew B. Lippman y empezó a interesarse por el mundo digital que se avecinaba. Cuatro años después creó en Brasil una web para brokers. Y en 1995, como miembro del comité directivo del Jornal do Brasil, lanzó la primera edición electrónica de este periódico considerado el primer periódico brasileño en Internet.
En 2002, recibió aportes de la misma fundación para crear el Centro Knight para el Periodismo en las Américas, cuya sede está en la Universidad de Texas, en Austin.
Alves es miembro de los consejos directivos de organizaciones como ICIJ, International News Safety Institute, SembraMedia, United Nations University Media Peace and Security Institute, Latin American Center for Journalism y del Premio Maria Moors Cabot de la Universidad de Columbia.

## Distinciones
- Primer brasileño en Nieman Fellowship, de la Universidad de Harvard (1987)
- Primera persona en ser Knight Chair in International Journalism (1996)